# Heinkel HD 43
L'Heinkel HD 43 era un caccia monomotore biplano sviluppato dall'azienda tedesca Ernst Heinkel Flugzeugwerke tra i tardi anni venti ed i primi anni trenta e rimasto allo stadio di prototipo.
Progettato per rispondere ad una specifica emessa dal Reichswehrministerium, il ministero della difesa tedesco del periodo, con il proposito di ricostituire segretamente l'aeronautica militare tedesca venne valutato assieme all'Arado Ar 64 al quale venne preferito.

## Storia
Nel 1928, dopo che l'Unione Sovietica aveva concesso la possibilità di costruire stabilimenti di produzione aeronautica alle aziende tedesche al fine di aggirare le limitazioni all'aviazione militare e civile imposte alla Repubblica di Weimar dal Trattato di Versailles, le autorità sovietiche permisero al personale militare del Reichswehr di poter fondare una scuola di volo clandestina per la formazione dei propri piloti presso le strutture dell'aeroporto di Lipeck, dove si testavano anche i nuovi velivoli prodotti su richiesta del governo sovietico da assegnare ai propri reparti della propria aeronautica militare, la Sovetskie Voenno-vozdušnye sily.
Questo permise al Reichswehrministerium di poter sviluppare segretamente i primi velivoli da combattimento emettendo a sua volta delle specifiche per la realizzazione dei modelli, costruiti illegalmente in territorio tedesco, che dovevano ricostituire la propria forza aerea. Un ulteriore passo venne compiuto dall'inizio del 1930, quando cessarono i corsi di formazione per piloti da ricognizione per istituire quelli per piloti da caccia costituendo la WIVUPAL (Wissenschaftliche Versuchs und Preussanstalt fuer Luftfahrzeuge) ed eliminando i vecchi modelli da ricognizione biposto per introdurre i nuovi caccia monoposto realizzati nel periodo.

### Sviluppo
In quest'ambito venne emessa una specifica per la fornitura di un nuovo velivolo da caccia da assegnare alla Deutsche Verkehrsfliegerschule (DVS), una organizzazione paramilitare clandestina che operava nelle scuole di volo civili. Alla richiesta rispose la Arado Flugzeugwerke con l'Ar 64 e la Heinkel Flugzeugwerke con l'HD 43, sigla che contraddistingueva la produzione Heinkel del periodo pre RLM (da Heinkel Doppeldecker, Heinkel biplano).

## Descrizione tecnica
L'HD 43 era un velivolo realizzato in tecnica mista e dall'aspetto, per l'epoca  convenzionale, e che conservava l'impostazione generale dei suoi predecessori pari ruolo: monomotore monoposto con configurazione alare biplano-sesquiplana e carrello fisso.

## Utilizzatori
Germania
- Reichswehr

solo per prove di valutazione.